# نواف الجابر
نواف الجابر (4 ديسمبر 1979 -)، ممثل سعودي.

## عنه
ولِد في الرياض، يعمل كمعلم بدنية ، كانت بداية ظهوره كممثل بعام 1996 من خلال أدوار صغيرة، بينما بدايته الحقيقة بعام 2003 من خلال مسلسل طاش ما طاش بعد ذلك ظهر بأدوار متعددة بأكثر عمل فني.

## أعماله

### المسلسلات
- (2003): طاش ما طاش 11.
- (2004): عمارة الأسرار.
- (2004): طاش ما طاش 12.
- (2005): طاش ما طاش 13.
- (2006): طاش ما طاش 14.
- (2007): طاش ما طاش 15.
- (2008): يا ناس يا هوه.
- (2008): محسن الهزاني أمير الحب والحري.
- (2009): قلب أبيض.
- (2009): طاش ما طاش 16.
- (2010): في بيتنا غشنة.
- (2010): فيلم أم عبيد.
- (2011): طاش ما طاش 18.
- (2017): سناب شاف.
- (2018): العاصوف.
- (2019): العاصوف. - الجزء الثاني

## البرامج
في عام 2011 خاض تجربة تقديم البرامج من خلال برنامج سني فن

## روابط خارجية
- نواف الجابر على موقع قاعدة بيانات الأفلام العربية